# Fabrizio Rongione
Fabrizio Rongione (n. 3 de marzo de 1973) es un actor, productor, director y guionista belga de origen italiano.

## Filmografía

### Largometrajes
| Año  | Título                           | Rol                   | Notas                           |
| ---- | -------------------------------- | --------------------- | ------------------------------- |
| 1999 | Rosetta                          | Riquet                |                                 |
| 2002 | Le Troisième Œil                 | Salvi                 |                                 |
| 2002 | Zeno, le parole di mio padre     | Zeno                  |                                 |
| 2004 | Ne fais pas ça                   | Cook                  |                                 |
| 2004 | Tartarughe sul dorso             | Him                   |                                 |
| 2005 | L'Enfant                         | Jeune Bandit          |                                 |
| 2006 | Fratelli di sangre               | Roberto               |                                 |
| 2006 | Nema problema                    | Maxime                |                                 |
| 2006 | Ça rend heureux                  | Fabrizio              |                                 |
| 2007 | Le Dernier Gang                  | Ilio                  |                                 |
| 2008 | Lorna's Silence                  | Fabio                 |                                 |
| 2008 | Passe-passe                      | Canolo                |                                 |
| 2008 | Il nostro messia                 | Marini                |                                 |
| 2009 | Lionel                           | Danièle               |                                 |
| 2009 | L'altro Uomo                     | Hostage taker         |                                 |
| 2010 | La prima linea                   | Piero                 |                                 |
| 2011 | The Kid with a Bike              | Bookseller            |                                 |
| 2012 | Ombline                          | C.I.P.                |                                 |
| 2012 | Diaz – Don't Clean Up This Blood | Nick Janssen          |                                 |
| 2012 | Sulla strada di casa             | Leader of the bandits |                                 |
| 2012 | L'Œil de l'astronome             | Painture              |                                 |
| 2013 | Une chanson pour ma mère         | Michel                |                                 |
| 2013 | La religiosa                     | Padre Morante         | junto a Isabelle Huppert        |
| 2013 | Violette                         | Yvon Belaval          |                                 |
| 2014 | La Sapienza                      |                       |                                 |
| 2014 | Two Days, One Night              | Manu Bya              | Premios Magritte al Mejor Actor |
| 2016 | Le Fils de Joseph                | Joseph                |                                 |
| 2016 | La chica desconocida             | Doctor Riga           |                                 |
| 2017 | Don't Tell Her                   | Alain Grégoire        |                                 |
| 2017 | The Benefit of the Doubt         | David                 |                                 |
| 2019 | Romulus & Remus: The First King  | Lars                  |                                 |
| 2019 | Rosa Pietra e Stella             | Tarek                 |                                 |

#### Cortometrajes
| Año  | Título                    | Rol      | Notas |
| ---- | ------------------------- | -------- | ----- |
| 1998 | Foudres                   | Tony     |       |
| 2000 | Tenir ma route            | Jessy    |       |
| 2001 | Dans l'ordre              | Ivo      |       |
| 2001 | La Storia chiusanomine    | Giacomo  |       |
| 2003 | Una Domenica              | Toni     |       |
| 2003 | La Roue tourne            | Toni     |       |
| 2006 | Niort-Aubagne             | François |       |
| 2006 | Voix de garage            | Toni     |       |
| 2009 | Légende de Jean l'Inversé | Narrador |       |
| 2011 | Mercato bébé              |          |       |
| 2012 | Le sens de l'orientation  |          |       |

### Guionista
- 2007 : Ça rend heureux

### Director
- 2003 :  T'es le fils de qui toi ?, documental